# Luis Felipe Vivanco

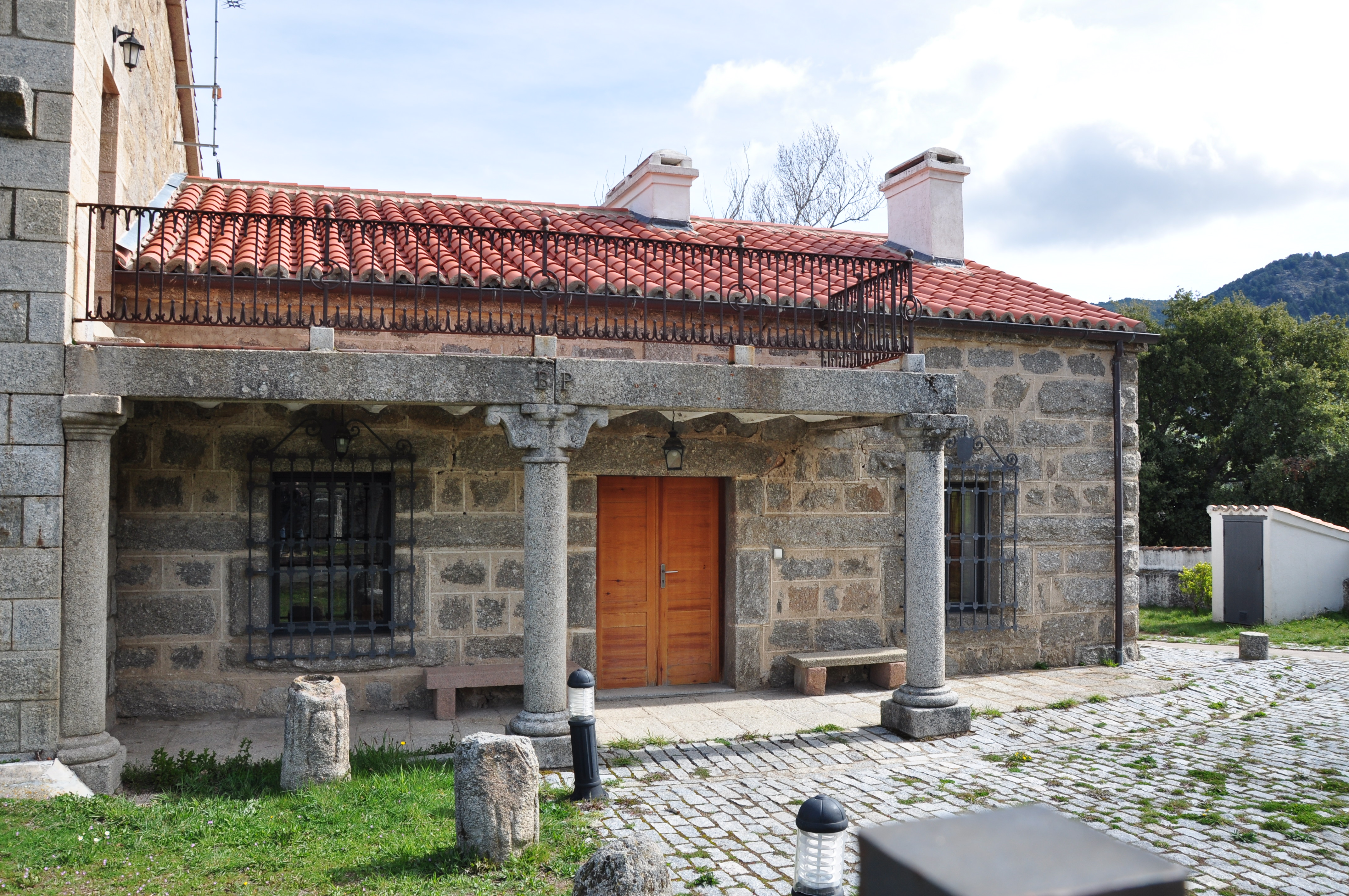
Casa del pintor Benjamín Palencia (Villafranca de la Sierra, Àvila), obra de Felipe Vivanco.

Luis Felipe Vivanco Bergamín (San Lorenzo de El Escorial, 22 d'agost de 1907-Madrid, 21 de novembre de 1975) va ser un arquitecte i poeta espanyol.

## Biografia
Fill d'un jutge, les diferents destinacions del seu pare li porten durant la seva infància a diverses ciutats d'Espanya. En 1915 la família s'estableix en Madrid, ciutat en què Vivanco passà la major part de la seva vida. Va estudiar Primària i Batxillerat en el Col·legi El Pilar i més endavant en l'escola d'Arquitectura de Madrid. En aquests anys universitaris compon una sèrie de poemes avantguardistes que publicarà en 1958 en Memoria de la plata. D'aquesta època també data la seva amistat amb Rafael Alberti i Xavier Zubiri. Després d'acabar Arquitectura en 1932 va seguir també cursos de Filosofia i Lletres. En aquesta Facultat, de la qual també són alumnes Germán Bleiberg i Juan Panero, coneixerà a Luis Rosales.
Va passar una llarga temporada reposant-se de tifus en la Serra de Guadarrama. Va publicar els seus primers treballs en la revista Cruz i Raya del seu oncle José Bergamín, alhora que treballava com a arquitecte amb un altre dels seus oncles, Rafael Bergamín (realitzant part de les cases de la Colònia d'El Aspecto i d'El Viso). Coneix també Pablo Neruda. En esclatar la guerra civil, diverses circumstàncies familiars fan que, malgrat el seu declarat republicanisme, es decanti a favor de Franco i realitzi poesia propagandista. Va ser col·laborador de la revista Escorial (1940), al costat de Luis Rosales, Leopoldo Panero, a qui visitava regularment a la seva casa de Castrillo de las Piedras i Dionisio Ridruejo, tots ells són considerats la generació del 36. En aquesta revista va conrear una poesia intimista, realista, de caràcter mediatiu i transcendent. El 1942, sota l'ègida d'Eugeni d'Ors i Rovira, va ser un dels fundadors a Madrid de l'Acadèmia Breve de Crítica d'Art, i el 1949 va formar part de l'Escola d'Altamira.
En la seva obra, la naturalesa adquireix un valor transcendent que condueix a l'experiència religiosa. A més de la poesia religiosa, uns altres dels seus temes habituals són la família i la vida quotidiana. Tènia un caràcter taciturn i més aviat trist.

## Obra
Algunas de sus obras són:
- Cantos de primavera (1936)
- Tiempo de dolor (1940)
- Continuación de la vida (1949)
- Introducción a la poesía española contemporánea (1957)
- El descampado (1957)
- Memoria de la plata (1958)
- Lecciones para el hijo (1966)
- Moratín y la ilustración mágica (1972)
- Prosas propicias (1972)
- Los Caminos (1975) - Premi de la Crítica de Poesia